# Tomasz Szatkowski
Tomasz Szatkowski (10 mei 1978, Słupsk) is een Poolse politicus en politicoloog. Tussen 2019 en 2024 was hij een ambassadeur voor de NAVO. Hij is gespecialiseerd in het nationale veiligheidsdomein, vooral in defensie en wapenbeleid. 

## Leven
Szatkowski is geboren in Słupsk. In zijn jeugd was Szatkowski een achtergrondacteur. Hij heeft in films gespeeld geregisseerd door Andrzej Wajda en Jerzy Hoffman.
Hij heeft rechten gestudeerd aan de Universiteit van Warschau, hierdoor heeft hij een Master of Arts. Hij heeft ook diploma's in postdoctorale studies in nationale veiligheid (Universiteit van Warschau), oorlogsstudies (King's College London) en inlichtingenbeleid (King's College London). Hij heeft ook een opleiding gevolgd aan de Naval Postgraduate School in Monterey en de Defence Academy of the United Kingdom in Shrivenham.
Hij ontving onder andere beurzen van het Britse Ministerie van Defensie (2004), het Amerikaanse Ministerie van Buitenlandse Zaken (2007) en het German Marshall Fund (2013). Szatkowski nam deel aan het programma van de Veiligheidsconferentie van München Munich Young Leaders (2019).
Hij bekleedde hoge functies bij de Poolse staat, de defensie-industrie, de publieke omroep en het Europees Parlement. Tussen 2006 en 2008 was hij lid van de raad van commissarissen van Bumar-Labedy, in 2007 werd hij adjunct-president van het bedrijf. Hij was kabinetschef van vicepremier Przemysław Gosiewski en adviseur van Zbigniew Wassermann. Van 3 november 2009 tot 18 december 2009 was hij waarnemend algemeen directeur van Telewizja Polska (TVP). Van 2009 tot 2012 werkte hij als adviseur defensiebeleid bij het Europees Parlement. Hij was tevens lid van de raad van toezicht van TVP (2009–2011). Hij was ook voorzitter van de denktank Nationale Centrum voor Strategische Studies. In 2015 werd hij door president Andrzej Duda uitgenodigd voor de Nationale Ontwikkelingsraad – Sectie Veiligheid, Defensie, Buitenlands Beleid.
Tussen 17 november 2015 en 18 juli 2019 was hij plaatsvervangend minister van Defensie, verantwoordelijk voor internationale zaken, de organisatie van de NAVO-top in Warschau in 2016, het Strategisch Defensieonderzoek en de onderhandelingen met de Amerikanen over de uitbreiding van hun militaire aanwezigheid in Polen.
Op 23 juli 2019 werd Szatkowski benoemd tot ambassadeur van Polen bij de NAVO. Hij werd teruggeroepen door de nieuwe Poolse regering onder leiding van Donald Tusk op 31 mei 2024.